# MUD
MUD (angleško multi-user dungeon) je vrsta računalniške igre za več igralcev, ki se jo igra preko interneta ali povezave do enega izmed sodelujočih računalnikov. Igralci igrice MUD morajo za dosego svojega cilja običajno reševati uganke, se izogibati pastem, se boriti z drugimi udeleženci in opraviti razne naloge.